# 伦敦大学学院考古学研究所
伦敦大学学院考古学研究所是伦敦大学学院（UCL）下辖的从事考古学、博物馆学、文化遗产研究的科研机构，建立于1937年，位于伦敦布卢姆茨伯里的戈登广场。

## 历任所长
- 莫蒂默·惠勒（1937—1946，首任所长）
- Kathleen Kenyon（1939—1946，二战期间的代理所长）
- 戈登·柴尔德（1946—1957）
- W. F. Grimes（1957—1975）
- 約翰·戴維斯·埃文斯（1975—1989）
- David R. Harris（1989—1996）
- Peter Ucko（1996—2005）
- Stephen Shennan（2005—2014）
- Sue Hamilton（2014—2022）
- 凯文·麦克唐纳（2022—）[1]

## 外部連接
- UCL Institute of Archaeology （页面存档备份，存于）
- Centre for Applied Archaeology (CAA) （页面存档备份，存于）
- Archaeology South-East （页面存档备份，存于）
- International Centre for Chinese Heritage and Archaeology （页面存档备份，存于）

51°31′30″N 0°7′54″W / 51.52500°N 0.13167°W